# Vaughn (Automobilhersteller)
Vaughn war ein US-amerikanischer Hersteller von Automobilen.

## Unternehmensgeschichte
Marlon E. Vaughn hatte bereits bei der Whiteside Wheel Company Erfahrungen im Automobilbau gesammelt. 1912 begann er in Indianapolis in Indiana mit der Produktion von Automobilen. Der Markenname lautete Vaughn. Im gleichen Jahr endete die Produktion. Insgesamt entstanden nur wenige Fahrzeuge. Abnehmer waren örtliche Käufer.
Ein weiterer US-amerikanischer Hersteller von Personenkraftwagen der Marke Vaughn war die Irving Automobile Company.

## Fahrzeuge
Im Gegensatz zu den Highwheelern, die er bei Whiteside Wheel herstellte, entstanden nun niedriger gebaute Fahrzeuge. Sie erhielten das bereits 1909 selbst entwickelte Friktionsgetriebe. Die Karosseriebauform war ein Runabout.